# Zygodon liebmannii
Zygodon liebmannii là một loài Rêu trong họ Orthotrichaceae. Loài này được Schimp. miêu tả khoa học đầu tiên năm 1849.